# 安格爾西 (特拉華州)
安格爾西（英語：Anglesey）是位於美國特拉華州紐卡斯爾縣的一個非建制地區。

## 地理
安格爾西的座標為39°45′32″N 75°36′58″W / 39.7589°N 75.6161°W，而該地最高點為海拔高度52米（即171英尺）。